# Gungralchatra, Mysore
Gungralchatra là một làng thuộc tehsil Mysore, huyện Mysore, bang Karnataka, Ấn Độ.